# Mała Synagoga w Tarłowie
Mała Synagoga w Tarłowie – nieistniejąca obecnie mała synagoga znajdująca się w Tarłowie opodal rynku przy ulicy Ostrowieckiej.
Synagoga została zbudowana w 1928 roku jako tymczasowa modlitewnia mająca służyć do czasu odnowienia głównej synagogi. Jako że nie zdążono jej odnowić, mała bożniczka służyła gminie aż do wybuchu II wojny światowej. Podczas wojny hitlerowcy rozebrali synagogę. Obecnie po synagodze zachowały się jedynie resztki fundamentów. 